# Хисанори Ширасава
Хисанори Ширасава (јап. 白澤 久則; 13. децембар 1964) јапански је фудбалер.

## Каријера
Током каријере играо је за Јанмар Дизел и Кјото Санга.

## Репрезентација
Са репрезентацијом Јапана наступао је на азијска купа 1988.